# Гимн Бахрейна
Бахрейнуна (араб. بحريننا‎; «Наш Бахрейн») — государственный гимн Бахрейна.

## История
Известно, что было написано два различных текста для гимна Бахрейна, но с одной и той же мелодией. Первая версия была использована во время обретения Бахрейном независимости в 1971 году (от Великобритании) вплоть до 2002 года. Вторая версия стала использоваться после проведения референдума о внесении поправок в конституцию, согласно которым Хамад ибн Иса Аль Халифа был объявлен королём Бахрейна
Слова гимна были написаны Мохамедом Судки Айяшем (род. 1925). Композитор мелодии гимна неизвестен. Впоследствии мелодия гимна была реаранжирована певцом и композитором Ахмедом Аль-Джумаири и записана Лондонским филармоническим оркестром. Данная версия гимна используется и поныне.

## Текст
| Арабское письмо | Романизация | Фонологическая транскрипция (МФА) |
| بحريننا ملكنا رمز الوئام دستورها عالي المكانة والمقام ميثاقها نهج الشريعة والعروبة والقيم عاشت مملكة البحرين بلد الكرام مهد السلام دستورها عالي المكانة والمقام ميثاقها نهج الشريعة والعروبة والقيم عاشت مملكة البحرين | Baḥraynunā Malīkunā Ramzu l-wiʾām Dustūruhā ʿālī l-makānati wa-l-maqām Mīṯāquhā nahju š-šarīʿati wa-l-ʿurūbati wa-l-qiyam ʿĀšat mamlakatu l-Baḥrayn Baladu l-kirām Mahdu s-salām Dustūruhā ʿālī l-makānati wa-l-maqām Mīṯāquhā nahju š-šarīʿati wa-l-ʿurūbati wa-l-qiyam ʿĀšat mamlakatu l-Baḥrayn | /baħrajnunaː/ /malijkunaː/ /ramzu lwiʔaːm/ /dustuwruhaː ʕaːlij lmakaːnati walmaqaːm/ /mijθaːquhaː nahd͡ʒu ʃːarijʕati walʕuruwbati walqijam/ /ʕaːʃat mamlakatu lbaħrajn/ /baladu lkiraːm/ /mahdu sːalaːm/ /dustuwruhaː ʕaːlij lmakaːnati walmaqaːm/ /mijθaːquhaː nahd͡ʒu ʃːarijʕati walʕuruwbati walqijam/ /ʕaːʃat mamlakatu lbaħrajn/ |

Перевод на русский язык:
Наш Бахрейн,
Наш король
(это) символ гармонии.
Его Конституция занимает почтенное место и статус
Его Хартия показывает путь Шариата, Арабизма
и ценностей
Да здравствует Королевство Бахрейн!
(Это) страна благородных
(и) колыбель мира.
Его Конституция занимает почтенное место и статус
Его Хартия показывает путь Шариата, Арабизма
и ценностей
Да здравствует Королевство Бахрейн!